# Általános Gazdasági és Ipari Szövetkezet

ÁGISZ teljes nevén Általános Gazdasági és Ipari Szövetkezet – Kacsó Sándor nevéhez fűződő szövetkezeti mozgalom Brassóban és környékén (1933-40); elősegítette a falvak árutermelésének, többek közt a székely népművészetnek és háziiparnak a megszervezését és értékesítését. Közművelődési szakosztálya országos könyvkiadó vállalkozást szervezett, Anyanyelvünk (Brassó 1934) c. kiadványának, valamint a Hasznos Könyvtár c. olcsó könyvsorozatnak a terjesztése is szövetkezeti módszerekkel történt. Kovács Lajos unitárius lelkész is támogatta az ÁGISZ működését.
Kezdeményezése, az Orbán Balázs-jubileum alkalmából felvetett falumonográfia-sorozatterv, nagyvonalú állapotrajzot kívánt adni a romániai magyarság életéről s kibővítette az Erdélyi Fiatalok falukutató kérdőívét; ha nem jutott is el a megvalósításig, hozzájárult a hazai magyar önismeretszerzés kialakításához. Évente megrendezett "szőttes bál"-ja népművészeti divatbemutatónak számított. Kacsó Sándornak a X. helikoni találkozón előterjesztett javaslata alapján 1935-től kezdve az Erdélyi Helikon mint írói munkaközösség támogatta az ÁGISZ közművelődési szakosztályának munkatervét. A X. (1936), XII. (1937) és XIII. (1938) helikoni találkozón erről az együttműködésről jelentés hangzott el.